# فلورنسيا كوينونيس
ماريا فلورنسيا كوينونيس (من مواليد 26 أغسطس 1986) هي لاعبة كرة قدم أرجنتينية ولاعبة كرة قدم داخل الصالات لاعبة خط وسط، تلعب حاليًا مع بوكا جونيورز في الدوري الأرجنتيني. لعبت سابقًا لنادي برشلونة الإسباني في الدوري الإسباني. تدافع عن الأرجنتين، مثل كأس العالم 2007 ودورة الألعاب الأولمبية الصيفية 2008.

## روابط خارجية
- فلورنسيا كوينونيس على موقع الاتحاد الدولي (مؤرشف)  (الإنجليزية)
- فلورنسيا كوينونيس على موقع الاتحاد الأوربي (الإنجليزية)
- فلورنسيا كوينونيس على موقع قاعدة بيانات كرة القدم.إي يو (الإنجليزية)
- فلورنسيا كوينونيس على موقع Soccerway.com (الإنجليزية)
- فلورنسيا كوينونيس على موقع عالم كرة القدم.نت (الإنجليزية)
- فلورنسيا كوينونيس على موقع اللجنة الأولمبية الدولية (الإنجليزية)
- فلورنسيا كوينونيس على موقع أوليمبيديا (الإنجليزية)